# Darren Mew
Darren Mew (Newport, 12 dicembre 1979) è un nuotatore britannico.

## Palmarès
- Mondiali in vasca corta

Hong Kong 1999: bronzo nella 4x100m misti.
Atene 2000: bronzo nella 4x100m misti.
- Europei in vasca corta

Sheffield 1998: bronzo nella 4x50m misti.
Lisbona 1999: bronzo nella 4x50m misti.
Valencia 2000: bronzo nei 100m rana.
Anversa 2001: bronzo nei 50m rana.
Dublino 2003: bronzo nei 100m rana.
Helsinki 2006: bronzo nei 50m rana.
- Giochi del Commonwealth

Kuala Lumpur 1998: argento nella 4x100m misti e bronzo nei 100m rana.
Manchester 2002: bronzo nei 50m rana.
Melbourne 2006: argento nei 50m rana.
- Universiadi

Bangkok 2007: bronzo nei 50m rana.